# Zuheros
Zuheros  es un municipio español situado al sur de la provincia de Córdoba, comunidad autónoma de Andalucía. En el año 2021 contaba con 634 habitantes. Su extensión superficial es de 42,31 km² y tiene una densidad de 15,22 hab/km². Se encuentra situada a una altitud de 656 metros y a 76 kilómetros de la capital de provincia, Córdoba. La mayoría de sus casas son blancas. Se encuentra en la sierra de la Subbética, entre los pueblos de Doña Mencía y Luque. 
En el año 2016 Zuheros pasó a formar parte de la asociación Los Pueblos Más Bonitos de España por su conjunto histórico armonioso y bien conservado.

## Historia
A finales del siglo XIX el ferrocarril llegó a la zona con la construcción de la línea Linares-Puente Genil, que en este municipio llegó a contar con su propio apeadero. El llamado «tren del Aceite» se mantuvo en servicio hasta su clausura en 1985, siendo desmantelado posteriormente el trazado. En la actualidad Zuheros forma parte de la ruta turística de la vía verde del Aceite.

## Demografía
Zuheros cuenta con una población de 608 habitantes (INE 2024).
| Gráfica de evolución demográfica de Zuheros entre 1842 y 2021                                                                                               |
| |
| Población de derecho según los censos de población del INE Población de hecho según los censos de población del INEEn este censo se denominaba Zueros: 1842 |

## Patrimonio artístico y monumental

### Patrimonio Histórico Andaluz
- Ver catálogo

### Lugares de interés
- Castillo de Zuheros
- Cueva de los Murciélagos
- Iglesia de los Remedios: la parroquia de Zuheros se denomina de Ntra. Sra de los Remedios desde 1569, cuando fue visitada por Cristóbal de Rojas y Sandoval, obispo de Córdoba. Dicho obispo concede este nombre a la parroquia por la enorme devoción que existía a una talla de la virgen con esta advocación, que ya tenía cofradía propia y se veneraba en un camarín lateral de la antigua iglesia, pasando así a presidir el altar mayor. Pervivió la cofradía hasta mitad del siglo XIX aprox. habiéndose recuperado en la actualidad. Esta cofradía tenía 3 fiestas principales: La Purificación (Candelaria), La Anunciación y la Asunción de la Virgen, fiestas que celebraba anualmente. La procesión se realiza el 15 de agosto, en que se celebra la feria y fiestas de la localidad.
- Museo Arqueológico
- Todos los años se celebra la Feria del queso donde acuden quesos que tienen premios nacionales e internacionales.[5]
- Reserva de animales de fauna Ibérica. Iberfauna.